# Johann Georg I. (Anhalt-Dessau)

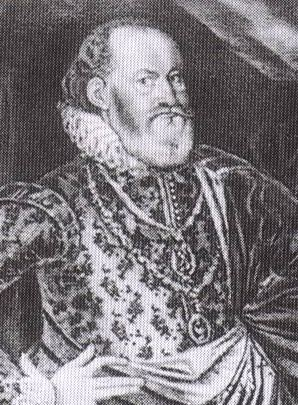
Fürst Johann Georg I. von Anhalt-Dessau

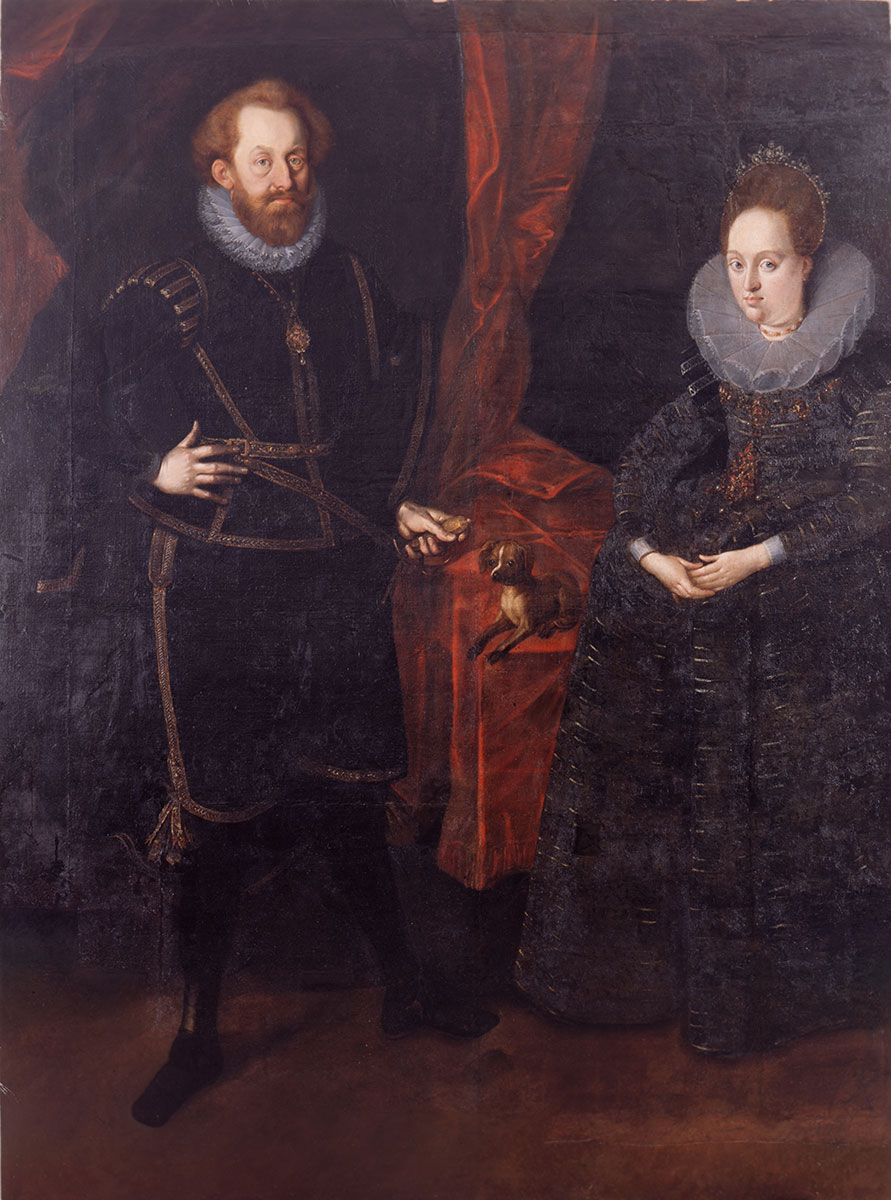
Doppelportrait von Fürst Georg I. von Anhalt-Dessau (1567–1618) und seiner zweiten Gemahlin Dorothea von Pfalz-Simmern (1581–1631), um 1600

Johann Georg I., Fürst von Anhalt-Dessau (* 9. Mai 1567 in Harzgerode; † 24. Mai 1618 in Dessau) aus dem Haus der Askanier war regierender Fürst von Anhalt-Dessau.

## Leben
Fürst Johann Georg I. war der Sohn des Fürsten Joachim Ernst von Anhalt und dessen erster Ehefrau Agnes von Barby. Die Fürsten Christian I., August, Rudolf und Ludwig I. waren seine Brüder bzw. Halb-Brüder.
Am 22. Februar 1588 heiratete Fürst Johann Georg I. Dorothea von Mansfeld. Doch schon im fünften Jahr ihrer Ehe starb seine Ehefrau. Nach Einhaltung des obligaten Trauerjahres heiratete Fürst Johann Georg I. am 31. August 1595 Dorothea von Pfalz-Simmern. Aus dieser zweiten Ehe stammten die Kinder Johann Kasimir von Anhalt-Dessau und Kunigunde Juliane von Anhalt-Dessau.
Bis 1603 regierte Fürst Johann Georg I. auch im Namen seiner jüngeren Brüder. Durch das Teilungsabkommen, welches im selben Jahr ratifiziert wurde, erhielt er den Dessauer Anteil, sowie das Seniorat. Als regierender Herrscher führte er die Reformation insofern weiter, als er vehement die Abschaffung überlieferter Gebräuche und Zeremonien betrieb.
Er gründete am 24. August 1617 die Fruchtbringende Gesellschaft mit. Von seinem Bruder, Fürst Ludwig I. von Anhalt-Köthen wurde ihm der Gesellschaftsname der Wohlriechende und das Motto mit Süß vermischt zugedacht. Als Emblem wurde ihm eine ausgeblühete Maiblume (Convallaria majalis L.) verliehen. Im Köthener Gesellschaftsbuch findet sich der Eintrag von Fürst Johann Georg I. unter der Nr. 9. Dort ist auch das Reimgesetz verzeichnet, mit welchem er sich für die Aufnahme bedankte:
Das sawr mit süß vermischt
hat sich bald eingeschlichen
Und wie der blumen ruch nicht nur ist süß allein
Also ohn bitterkeit wol mag nichts riechend seyn.
Fürst Johann Georg I. galt auf vielen Gebieten belesen, besonders aber in der Astrologie und der Alchemie. Er besaß eine bemerkenswerte Bibliothek mit über 3000 Bänden.
Im Alter von 51 Jahren starb Fürst Johann Georg I. am 24. Mai 1618 in Dessau. Sein Nachfolger war Johann Kasimir von Anhalt-Dessau.

## Nachkommen
Aus zwei Ehen hatte er insgesamt zehn Töchter und sechs Söhne.
Erste Ehe: Johann Georg I. heiratete 1588 Dorothea von Mansfeld-Arnstein
- Sophie Elisabeth von Anhalt-Dessau (1589–1622) ⚭ Georg Rudolf von Liegnitz
- Agnes Magdalene von Anhalt-Dessau (1590–1626) ⚭ Otto von Hessen-Kassel, Sohn von Moritz von Hessen-Kassel
- Anna Maria von Anhalt-Dessau (1591–1637)
- Joachim Ernst von Anhalt-Dessau (1592–1615)
- Christian (*/† 1594)

Zweite Ehe: Johann Georg I. heiratete 1595 Dorothea von Pfalz-Simmern
- Johann Kasimir (1596–1660)
- Anna Elisabeth von Anhalt-Dessau (1598–1660) ⚭ Graf Wilhelm Heinrich von Bentheim-Steinfurt
- Friedrich Moritz (1600–1610)
- Eleonore Dorothea von Anhalt-Dessau (* 16. Februar 1602; † 26. Dezember 1664) ⚭ Herzog Wilhelm von Sachsen-Weimar
- Sibylle Christine (1603–1686)
  - ⚭ (I) Graf Philipp Moritz von Hanau-Münzenberg (1605–1638)
  - ⚭ (II) Graf Friedrich Casimir von Hanau-Lichtenberg (1623–1685)
- Heinrich Waldemar (1604–1606)
- Georg Aribert (1606–1643) ⚭ Johanna Elisabetha von Krosigk, Tochter des Christoph von Krosigk, fürstlich-anhaltinischen Marschalls und geheimen Rates zu Dessau
- Kunigunde Juliane (* 17. Februar 1607/08; † 1683) ⚭ Landgraf Hermann von Hessen-Rotenburg (1607–1658), Sohn von Moritz von Hessen-Kassel
- Susanna Margarete (1610–1663)
  - ⚭ (verlobt, starb vor der Hochzeit) Graf Johann Ernst von Hanau-Münzenberg-Schwarzenfels (1613–1642)
  - ⚭ Graf Johann Philipp von Hanau-Lichtenberg (1626–1669)
- Johanna Dorothea von Anhalt-Dessau (1612–1695) ⚭ Graf Moritz von Bentheim-Tecklenburg
- Eva Katharine von Anhalt-Dessau (1613–1679)